# Lebeckia
Lebeckia là một chi rau đậu thuộc họ Fabaceae. 
Nó gồm các loài:
- Lebeckia brevicarpa
- Lebeckia brevipes
- Lebeckia candolleana
- Lebeckia contaminata
- Lebeckia dinteri
- Lebeckia pauciflora
- Lebeckia plukenetiana
- Lebeckia longipes
- Lebeckia meyeriana
- Lebeckia zeyheri